# Мозес Монтефіоре
Мозес Монтефіоре (англ. Moses Montefiore; 24 жовтня 1784  — 28 липня 1885) — один із найвідоміших британських євреїв XIX століття; фінансист, громадський діяч і  філантроп.

## Життєпис
Мозес Монтефіоре народився 24 жовтня 1784 в Ліворно (Італія) в єврейській родині заможного комерсанта. По закінченню школи, певний час служив у гуртовій компанії з торгівлі бакалійними товарами. Пізніше переїхав до Лондону, де успішно займався діяльністю на біржі, в результаті чого став одним із дванадцяти «єврейських маклерів» лондонського Сіті. Спільно з братом Абрахамом (1788–1824) заснував банківський дім, який швидко здобув хорошу репутацію.
1809 року, у час наполеонівських воєн, Монтефіоре вступив добровольцем до національної гвардію. За 4 роки він досягнув звання капітана.

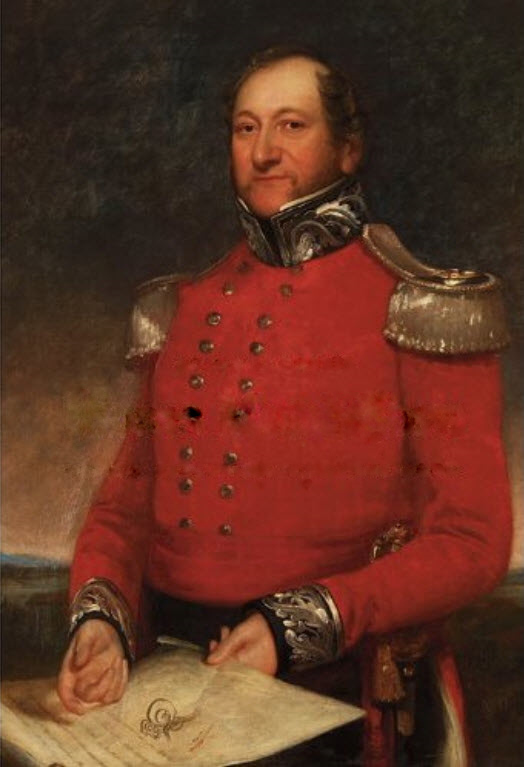
Мозес Монтефіоре

1812 року одружився з Юдіт Коен. Дружина супроводжувала чоловіка у більшості подорожей, вела щоденник під час їх першої подорожі до Палестини та описала другу.
Пан Мозес був бізнес-новатором свого часу. Він одержав вагомий прибуток і широку популярність завдяки створенню першого в Англії товариства зі страхування життя та першої в Європі компанії з освітлення вулиць газовими ліхтарями.
Столітній ювілей Монтефіоре урочисто святкували як національну подію в Британії, єврейських спільнотах Палестини та Східної Європи.
Мозес Монтефіоре помер 28 липня 1885 у віці 100 років. Дітей у нього не було.

## Філантропія, громадська діяльність
1824 року Монтефіоре полишив бізнес і цілковито зайнявся громадською діяльністю та благодійністю. Про його суспільне й політичне життя лишилось мало інформації. Відомо лише про його контакти з нонконформістами та соціальними реформістами Вікторіанської Англії.
Монтефіоре вклав значні кошти в покращення шкільної освіти серед євреїв, заснував лікарню.
У 1830-х роках Монтефіоре активно виборював право євреїв на обрання до парламенту.
1837 року Монтефіоре обрали шерифом Лондона та графства Міддлсекс (де він, фактично, скасував смертну кару). Монтефіоре — перший в історії єврей, котрий став членом Лондонського королівського товариства. 1847 Монтефіоре одержав титул баронета. 1848 року Мозес був обраний шерифом графства Кент.
Вплив і престиж Монтефіоре в Англії значно зросли завдяки його ролі в боротьбі за скасування рабства в британських колоніях.
Нерідко Монтефіоре жертвував значні суми єврейським спільнотам, котрі знаходились в скрутному становищі (1859 року — спільноті Марокко, 1872 — Персії). Монтефіоре виступав захисником прав не лише євреїв, але й інших національностей, що зазнавали переслідувань. Так, у відповідь на масові вбивства християн повсталими друзами у Сирії, Мозес ініціював створення Англо-Сирійського фонду допомоги потерпілим. Він також організував значну допомогу євреям, котрі постраждали від Кримської війни.

### Допомога євреям Палестини
Монтефіоре зіграв важливу роль в покращенні економічного становища євреїв у Палестині. Монтефіоре відвідав країну 7 разів. Останню подорож він здійснив 1875 року, на той час його вік становив 91 рік. Уже починаючи з другої подорожі, поряд з пожертвами, намагався створювати для євреїв джерела постійного прибутку з метою зменшення їх залежності від пожертв з-за меж Палестини.
1839 року за ініціативи Монтефіоре розпочався перепис єврейського населення, було закладено фундамент майбутньої продуктивної економічної діяльності євреїв: було арендовано землі для єврейських поселень, євреїв навчали сільсьогосподарських робіт на придбаній для них цитрусовій плантації поблизу Яффи.
Також за його ініціативою було організовано типографію; побудовано вітряний млин; створено і оснащено обладнанням ткацьку фабрику; відкрито першу в країні ремісничу школу для дівчат та ін.

## Рамсгейт
Життя Монтефіоре тісно переплелось з містом Рамсгейт. У 1830-х він придбав там дім. Мозес брав активну участь у справах міста, один з округів названий на його честь.
В місті пишно святкували соту річницю з дня народження Монтефіоре.
У своєму домі Монтефіоре заснував та утримував вланим коштом єврейську релігійну школу. Мозес назвав школу на честь дружини після її смерті 1862 року. В підвалі дому він спорудив красиву синагогу в італійському стилі. Поблизу будинку знаходиться могила Юдіт; пізніше там було поховано і Мозеса.